# Patas (cầu thủ bóng đá)
Pedro Joaquim Furtado Moreno (sinh ngày 20 tháng 7 năm 1986), hay đơn giản Patas là một cầu thủ bóng đá người Cabo Verde thi đấu cho Benfica e Castelo Branco ở Bồ Đào Nha chủ yếu ở vị trí tiền vệ.

## Sự nghiệp câu lạc bộ
Sinh ra ở Tarrafal, Patas khởi đầu sự nghiệp năm 2007 với câu lạc bộ địa phương ở Cabo Verde. Năm 2010, anh đến Bồ Đào Nha và ký hợp đồng với Águias Moradal ở hạng ba. Sau khi trải qua hai mùa giải, anh gia nhập Benfica Castelo Branco ở cùng hạng đấu năm 2012.
Năm 2014, anh ký hợp đồng với câu lạc bộ tại Giải bóng đá hạng nhất quốc gia Bồ Đào Nha Santa Clara với bản hợp đồng thời hạn 2 năm.